# Juan de Arrúe
Juan de Arrúe (n. Ávalos, Colima, 1565 - 1637) fue un pintor criollo del siglo XVI.

## Obras
Fue hijo de Juan de Arrúe arquitecto español y María Calzontzin. A finales del siglo XVI se estableció en Puebla y más tarde en Oaxaca.. En 1591, realizó el retablo de la vieja Iglesia de Santo Domingo.
En 1592, realizó un San Sebastián para los dominicos de Ocotlan.
En 1593,  realizó nueve San Benitos puestos en la catedral, obra realizada para la inquisición, la más antigua que se menciona del pintor.
En 1597, en Puebla, se contrata con Andrés Pablos y realizan el retablo mayor de San Francisco , también realizaron dos colaterales para el cabildo de la catedral vieja poblana, uno que iría al hospital de San Pedro y el otro al transcoro catedralicio.
En 1604, realizó un retablo para la iglesia del convento de Guachiapa junto al ensamblador José Adriano, pero ambos fueron suplantados por Alonso Vázquez y Alonso de Morales.
En 1611-1612, se encontraba en Oaxaca, donde concluyó el retablo mayor de la iglesia de Santo Domingo.
En 1621-1622, se asoció con Gaspar de Angulo para plasmar las pinturas del túmulo funerario de Felipe III, después realizan el retablo mayor de la iglesia de San Jerónimo.  
En 1624 Arrúe realizó toda la pintura de un colateral para la iglesia de Los Remedios de México y Juan de Uribarri hizo la obra de ensamblaje, dorado y escultura. 
En 1630, realizó cinco pinturas para el altar de  las reliquias de la iglesia vieja de Santo Domingo en México.
En 1633, en Puebla, pintó un Arcángel San Rafael y San Juan de Dios para el refectorio del convento de San Bernardo.